# 寺田蘭世
寺田 蘭世（てらだ らんぜ、1998年〈平成10年〉9月23日 - ）は、日本の元アイドル、元コラムニスト、女性アイドルグループ乃木坂46の元メンバーであり、セレクトショップ「HONEY ROSIE HOUSE」経営者
。東京都出身。

## 来歴
1998年（平成10年）9月23日生まれ。妹と12歳下の弟がいる。幼少期は怖そうと誤解されることが多く、公園にも行かず一人で黙々と遊ぶような子だった。
小学生の時からアイドル好きでAKB48の握手会に通っており、握手会で齋藤飛鳥に似ていると言われるようになり乃木坂46に興味を持つようになった。
2013年（平成25年）3月、乃木坂46の2期生オーディションに合格。最終審査では渡り廊下走り隊の「完璧ぐ〜のね」を歌った。応募した理由は「勉強やスポーツが出来ないなら、逆に他の人が出来ないことをやってみよう。私を見て1人でも多くの人に希望を与えたり勇気付けたり出来る人になりたいと思ったから」だという。同年5月6日、『16人のプリンシパル deux』でお披露目された。
2015年（平成27年）2月22日に開催された『3rd YEAR BIRTHDAY LIVE』（西武ドーム、現名称：ベルーナドーム）で研究生より正規メンバーに昇格。同年3月18日発売の11thシングル「命は美しい」のカップリング曲「ボーダー」でセンターを務めた。同年11月より『日刊スポーツ』のWEBサイト内で「らんぜのNEWSがとまらんぜ」の連載を開始。
2016年（平成28年）4月、衛藤美彩・北野日奈子と共に、女子野球日本代表「マドンナジャパン」の公式サポーターに就任した。同年11月9日発売の16thシングル「サヨナラの意味」のカップリング曲「ブランコ」で初のアンダーセンターを、同年12月7日、9日に日本武道館で開催された『Merry Xmas Show 2016〜アンダー単独公演〜』で座長を務めた。
2017年（平成29年）3月22日発売の17thシングル「インフルエンサー」で初選抜、同じく3月発売のAKB48の47thシングル「シュートサイン」のカップリング曲「誰のことを一番 愛してる?」で坂道AKBに選抜された。同年7月にはファッション誌『melt KAWAII FASHION BOOK』（宝島社）で初の単独表紙を飾った。
2018年（平成30年）4月25日発売の20thシングル「シンクロニシティ」で2度目の選抜入りを果たした。同年6月および9月に上演された乃木坂46版ミュージカル『美少女戦士セーラームーン』では、セーラー戦士の一人セーラーマーズ（火野レイ）役を演じた。
2019年（令和元年）5月29日発売の23rdシングル「Sing Out!」のカップリング曲「滑走路」で2度目のアンダーセンターを務めた。
2020年（令和2年）9月23日、22歳の誕生日を迎え、Instagramを開設した。
2021年（令和3年）2月27日から放送されている『乃木坂お試し中』（TBSチャンネル1）で初MCに就任し、同年9月22日発売の28thシングル「君に叱られた」のカップリング曲「マシンガンレイン」で3度目のアンダーセンターを務めた。同年9月17日、乃木坂46 OFFICIAL YouTube CHANNELの動画『Documentary of Ranze Terada』予告編で乃木坂46を卒業することを発表した。同年11月8日、ブログを更新し、乃木坂46卒業後は芸能界を引退することを発表した。同年11月9日に1st写真集『なぜ、忘れられないんだろう？』（集英社）が発売された。同年12月12日をもってグループから卒業し、芸能界を引退した。
2022年（令和4年）2月1日、乃木坂46公式サイト内の公式ブログが閉鎖された。
2023年（令和5年）3月16日、自身のInstagramにて、HONEY ROSIE HOUSEという名前でセレクトショップをオープンすることを発表。

## 人物
愛称は、らんぜ、らんらん。らんらんは蘭世という名前を一度で聞き取るのが難しいため、同期の年長メンバーが考案した。一人称は「テラダ」。
名前の「蘭世」は『ときめきトゥナイト』に由来するのか尋ねられることがしばしばあるが、名付け本を元につけられたものであると語っている。
誰にも負けないことは顔の濃さで、顔立ちがはっきりしていてハーフに見られがちだが、ハーフではない。チャームポイントは眼球で黒目と白目の瞳の比率と白目の色に自信がある。ラジオ番組『レコメン!』（文化放送）の「第7回女性アイドル顔だけ総選挙（2019年）」で16位を獲得。
趣味は宝塚、洋楽、アニメ。宝塚大劇場へ観に行ったり、当日券のために気温1度の朝から並んだこともある。宝塚歌劇団95期生が好きでご贔屓は朝美絢。『宝塚おとめ』を読んだとき、朝美に「運命だ」と思うぐらい惹かれ、新人公演の頃から応援している。父の影響で幼少期から80年代の洋楽を好み、マイケル・ジャクソン、アース・ウィンド・アンド・ファイアーの「セプテンバー」、リック・アストリーの「トゥゲザー・フォーエヴァー」、シンディ・ローパーの「トゥルー・カラーズ」が好き。生粋のアニメファンで乃木坂46の2期生オーディションでは『うたの☆プリンスさまっ♪』について語って合格したほどで、好きなキャラクターは『うた☆プリ』の一十木音也。
自他共に認める面倒くさい性格をしている。『セラミュ』で共演した石井美絵子からは「炎と嫉妬の戦士セーラー蘭世」と呼ばれていた。口下手で不器用なため誤解されやすい反面、愛情に深く熱い一面を持つところや真っ直ぐで理想に向かって一直線なところが齋藤飛鳥や中元日芽香からも評価されている。
デザイナーに憧れていて、将来の夢は自分が作った洋服をメンバーに着てもらうことであり、また古着好きでもある。
運動が苦手である。小学生低学年の時に大阪から転校して来た友人の影響で関西弁のイントネーションになることがある。

### 乃木坂46
渡辺麻友の大ファンで乃木坂46の2期生オーディションを受けていることをAKB48の握手会で話した際に「絶対受かるよ」という言葉をかけてもらっていた。その後歌番組で一緒になった際に連絡先も交換している。加入当初からセンターを目指しており、センターを目指す理由は「勉強も運動も駄目駄目な自分を変えたい、そんな自分を奮い立たせるため」。キャッチフレーズは「らんぜの勢い止まらんぜ」で、推しメンサイリウムは左手に赤×右手に白。握手会ではファンの眼球を採点する眼球占いが人気である。
日刊スポーツのWEBサイト内で連載中の「らんぜのNEWSがとまらんぜ」は日刊のコラムではセルジオ越後と並ぶ異例の長期連載になっていた。起用の理由を「寺田は言葉を持ってる人、自分の目標や野望をはっきりと口に出して言う人なので、思っていることを包み隠さず生の意見をコラムにも出してくれると思ったから」と担当者は語っている。
乃木坂46内のユニット、サンクエトワールのメンバーであり、松村沙友理、佐々木琴子、寺田蘭世、伊藤かりん、中田花奈の5人からなるさゆりんご軍団のメンバーでもある。軍団結成時の役職は監督だったが、のちに社長になった。白石麻衣は「乃木坂のお洒落番長」を問われた際に寺田の名を挙げている。2017年9月25日（24日深夜）放送の『乃木坂工事中』（テレビ愛知）では「将来ずっと独身でいそう選挙」のメンバー間投票で1位に選ばれた。
加入当初から佐々木琴子、鈴木絢音、堀未央奈と仲がよい。寺田含む4人は初期のダンスレッスンで恥ずかしさのあまり全く踊れずに怒られていて、その時に集まって励まし合ったことが仲良くなるきっかけになった。1期生では星野みなみと仲が良く一緒にいることが多い。星野曰く「自分の知らない観点から物事を見ているのが面白い、タイプが違う方が上手くいく」。3期生では慕っていた中元日芽香のつながりで久保史緒里と、セーラームーンで共演した梅澤美波と仲が良い。
乃木坂46で好きな曲は「気づいたら片想い」。乃木坂46での夢は「スタイルブックを出すこと」であると、いずれも2018年に述べている。

## 作品

### シングル
- ボーダー（2015年3月18日、SRCL8786） - EAN 4988009104614。
- 別れ際、もっと好きになる（2015年7月22日、SRCL8844/5） - EAN 4988009110790。
- 嫉妬の権利（2015年10月28日、SRCL-8910/6） - EAN 4988009116754。
- 大人への近道（2015年10月28日、SRCL-8912/3） - EAN 4988009116754。
- 不等号（2016年3月23日、SRCL-9032/3） - EAN 4988009125503。
- 白米様（2016年7月27日、SRCL-9142/3） - EAN 4988009130460。
- シークレットグラフィティー（2016年7月27日、SRCL-9145/6） - EAN 4988009131429。
- ブランコ（2016年11月9日、SRCL-9260/1） - EAN 4547366278873。
- 君に贈る花がない（2016年11月9日、SRCL-9264/5） - EAN 4547366278897。
- インフルエンサー（2017年3月22日、SRCL-9370/8） - EAN 4547366297522。
- アンダー（2017年8月9日、SRCL-9491/2） - EAN 4547366319163。
- ライブ神（2017年8月9日、SRCL-9493/4） - EAN 4547366319170。
- My rule（2017年10月11日、SRCL-9576/7）  - EAN 4547366330335。
- シンクロニシティ（2018年4月25日、SRCL-9782/90） - EAN 4547366354140。
- スカウトマン（2018年4月25日、SRCL-9786/7） - EAN 4547366354164。
- 三角の空き地（2018年8月8日、SRCL-9913/4） - EAN 4547366369465。
- キャラバンは眠らない（2018年11月14日、SRCL-9974/82） - EAN 4547366382037。
- 日常（2018年11月14日、SRCL-9976/7） - EAN 4547366382044。
- 滑走路（2019年5月29日、SRCL-11186/94） - EAN 4547366406672。
- 〜Do my best〜じゃ意味はない（2019年9月4日、SRCL-11266/7） - EAN 4547366418606。
- アナスターシャ（2020年3月25日、SRCL-11462/3） - EAN 4547366444209。
- 世界中の隣人よ（2020年5月25日）[70]
- 口ほどにもないKISS（2021年1月27日、SRCL-11682/3） - EAN 4547366487251。
- 錆びたコンパス（2021年6月9日、SRCL-11842/3） - EAN 4547366507317。
- マシンガンレイン（2021年9月22日、SRCL-11880/1） - EAN 4547366522303。
- 他人のそら似（2021年9月22日、SRCL-11888） - EAN 4547366522334。

こじ坂46
- 風の螺旋（2014年11月26日、KIZM-90317） - EAN 4988003460884。

坂道AKB
- 誰のことを一番 愛してる?（2017年3月15日、KIZM-90481/2） - EAN 4988003500702。

### アルバム
乃木坂46
- 透明な色（2015年1月7日、SRCL-8662/7） - EAN 4988009099934。
- それぞれの椅子（2016年5月25日、SRCL-9078/86） - EAN 4988009128603。
- 生まれてから初めて見た夢（2017年5月24日、SRCL-9437/44） - EAN 4547366307849。
- 僕だけの君〜Under Super Best〜（2018年1月10日、SRCL-9630/7） - EAN 4547366336214。
- 今が思い出になるまで（2019年4月17日、SRCL-11140/7） - EAN 4547366401325。
- Time flies（2021年12月15日、SRCL-12020/30） - EAN 4547366534184。

### 映像作品
- 2期生紹介②（2013年11月27日） - EAN 4988009087894。
- 研究生×山田篤宏 Part 1（2014年7月9日） - EAN 4988009094212。
- NOGIBINGO!2（2014年9月12日） - EAN 4988021299015。
- 研究生 Part 1（2014年10月8日） - EAN 4988009097251。
- 研究生（2015年3月18日） - EAN 4988009104591。
- NOGIBINGO!3（2015年4月24日） - EAN 4988021729635。
- AKB48 リクエストアワーセットリストベスト1035 2015（2015年4月30日） - EAN 4580303213667。
- 乃木坂46 2ND YEAR BIRTHDAY LIVE 2014.2.22 YOKOHAMA ARENA（2015年6月17日） - EAN 4988009110134。
- 伊藤純奈&寺田蘭世（2015年7月22日） - EAN 4988009110714。
- NOGIBINGO!4（2015年10月16日） - EAN 4988021729734。
- 寺田蘭世（2015年10月28日） - EAN 4988009116754。
- 悲しみの忘れ方 Documentary of 乃木坂46（2015年11月18日） - EAN 4988104099327。
- 初森ベマーズ（2016年1月20日） - EAN 4988104099433。
- NOGIBINGO!5（2016年2月19日） - EAN 4988021729871。
- 寺田蘭世（2016年3月23日） - EAN 4988009124896。
- 乃木坂46 3rd YEAR BIRTHDAY LIVE 2015.2.22 SEIBU DOME（2016年7月6日） - EAN 4988009129518。
- NOGIBINGO!6（2016年9月30日） - EAN 4988021714662。
- 乃木坂46 4th YEAR BIRTHDAY LIVE 2016.8.28-30 JINGU STADIUM（2017年6月28日） - EAN 4547366310627。
- NOGIBINGO!7（2017年8月4日） - EAN 4988021715294。
- NOGIBINGO!8（2018年3月16日） - EAN 4988021146821。
- 乃木坂46 真夏の全国ツアー2017 FINAL! IN TOKYO DOME（2018年7月11日） - EAN 4547366363999。
- NOGIBINGO!9（2018年10月19日） - EAN 4988021147392。
- 乃木坂46版 ミュージカル「美少女戦士セーラームーン」（2019年3月20日） - EAN 4589630117631。
- 乃木坂46 6th YEAR BIRTHDAY LIVE 2018.07.06-08 JINGU STADIUM&CHICHIBUNOMIYA RUGBY STADIUM（2019年7月3日） - EAN 4547366411270。
- ドラマ「ザンビ」（2019年8月2日） - EAN 4988021148474。
- いつのまにか、ここにいる Documentary of 乃木坂46（2019年12月25日） - EAN 4988104123695。
- 乃木坂46 7th YEAR BIRTHDAY LIVE 2019.2.21-24 KYOCERA DOME OSAKA（2020年2月5日） - EAN 4547366438956。
- 乃木坂46 8th YEAR BIRTHDAY LIVE 2020.2.21-24 NAGOYA DOME（2020年12月23日） - EAN 4547366482812。
- NOGIZAKA46 Mai Shiraishi Graduation Concert 〜Always beside you〜（2021年3月10日） - EAN 4547366491104。
- 乃木坂46 9th YEAR BIRTHDAY LIVE 5DAYS（2022年6月8日） - EAN 4547366541441, EAN 4547366541465。
- 乃木坂46 真夏の全国ツアー2021 FINAL! IN TOKYO DOME（2022年11月16日） - EAN 4547366576009, EAN 4547366576016。
- さ〜ゆ〜Ready?さゆりんご軍団ライブ/松村沙友理 卒業コンサート（2023年4月26日）[71]

## 出演

### テレビドラマ
- 初森ベマーズ（2015年7月11日 - 9月26日、テレビ東京）ユーバリ 役[72]
- ザンビ（2019年1月24日 - 3月28日、日本テレビ）榊瀬奈 役[73]

### バラエティ
- 乃木坂お試し中（2021年2月27日 - 11月27日、TBSチャンネル1）MC[26]

### 舞台
- 乃木坂46版 ミュージカル「美少女戦士セーラームーン」（2018年6月8日 - 24日、天王洲 銀河劇場 / 9月21日 - 30日、TBS赤坂ACTシアター）火野レイ / セーラーマーズ 役（Team STAR）[74]

## 書籍

### 写真集
- 1st写真集『なぜ、忘れられないんだろう？』（2021年11月9日、集英社クリエイティブ）[30]

### 連載
- らんぜのNEWSがとまらんぜ（2015年11月6日 - 2020年11月15日、ニッカンスポーツ・コム）毎週土曜日連載[注 1][1][15]